# Norma Torres

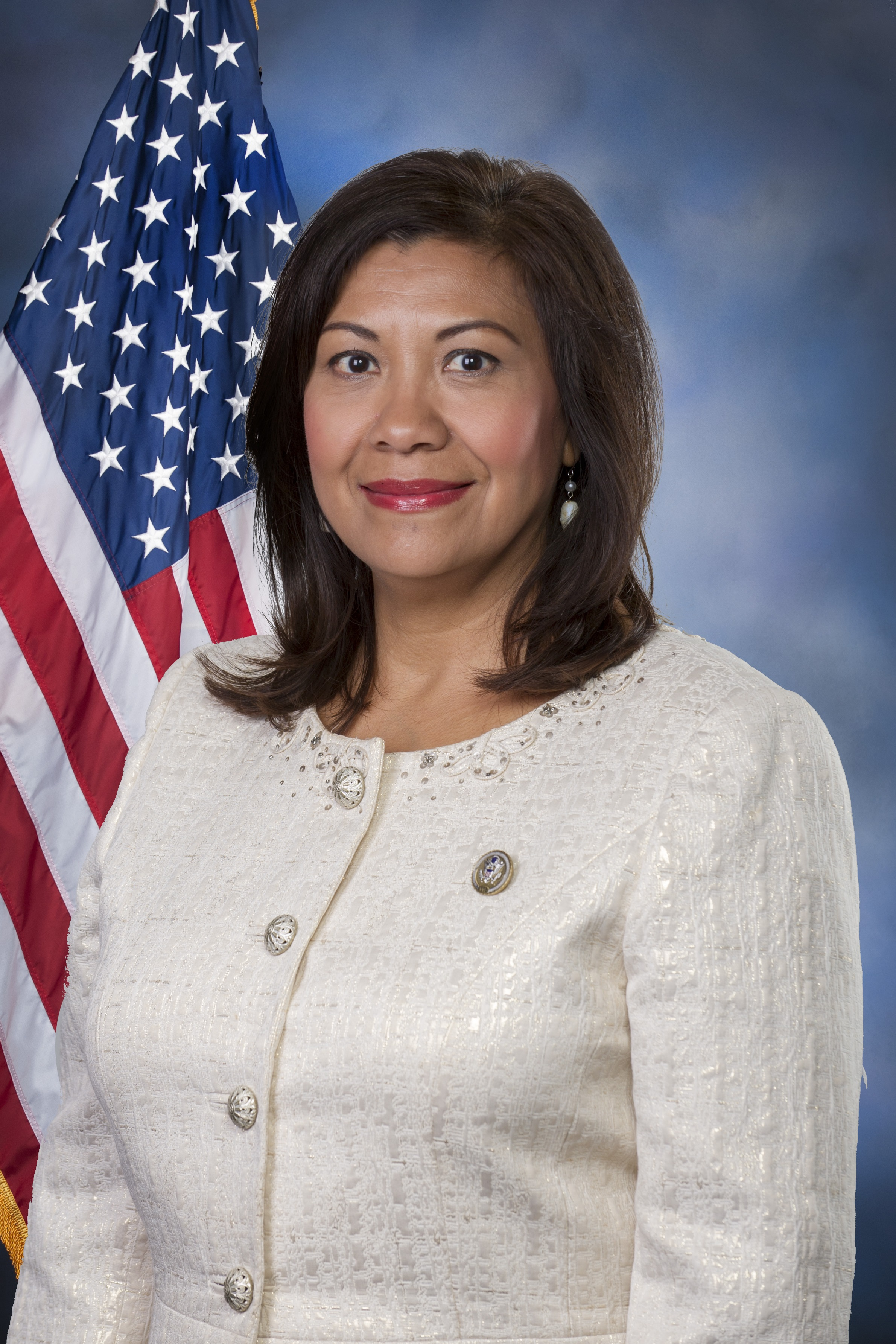
Norma Torres (2017)

Norma Judith Torres (* 4. April 1965 in Escuintla, Guatemala) ist eine US-amerikanische Politikerin der Demokratischen Partei. Seit Januar 2015 vertritt sie den 35. Distrikt des Bundesstaats Kalifornien im US-Repräsentantenhaus.

## Biographie
Torres wurde in Escuintla in Guatemala geboren und emigrierte mit ihrer Familie nach Kalifornien, als sie fünf Jahre alt war. Sie absolvierte die Mountain View High School in El Monte und zwischen 1999 und 2000 das Mount Saint Antonio College in Walnut, einem Vorort von Los Angeles. Sie arbeitete unter anderem für das Los Angeles Police Department als Telefonistin an der Notfall-Hotline. Nach einem tragisch verlaufenden Notruf arbeitete sie mit dem Stadtrat an Verbesserungen des Notrufs. Als Resultat wurden mehr zweisprachige Telefonisten angestellt. Im Jahr 2012 machte sie ihren Bachelor of Arts am, in Silver Spring im Bundesstaat Maryland gelegenen, National Labor College, das der Ausbildung von Gewerkschaftlern und deren Familien dient.
Torres lebt mit ihrem Mann Louis in Pomona. Das Paar hat drei erwachsene Kinder.

## Politische Laufbahn

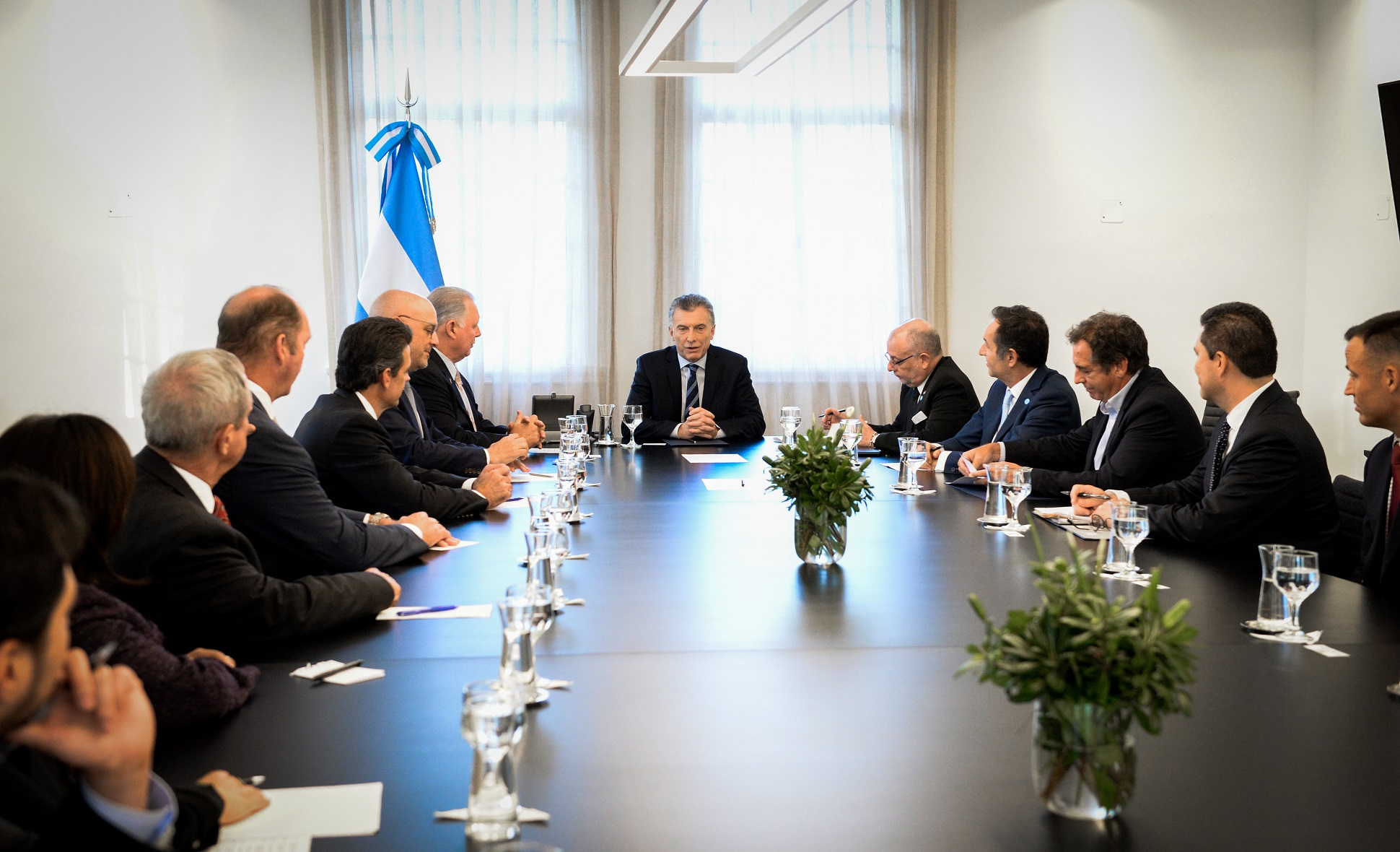
Torres im Jahr 2019 mit weiteren Mitgliedern des Repräsentantenhauses zu Gast bei Mauricio Macri, dem damaligen Präsidenten von Argentinien.

### Lokale und Regionale Ebene
Ab 2000 war sie Mitglied im Stadtrat von Pomona (Kalifornien). Nach dem Tod von Bürgermeister Edward Cortez im September 2005, wurde Norma Torres Anfang 2006 zur Bürgermeisterin gewählt.
2008 trat Torres als Bürgermeisterin zurück, nachdem sie mit über 60 % in die California State Assembly (Wahldistrikt 61) gewählt wurde. Ebenfalls mit über 60 % der Stimmen gewann sie die Wiederwahlen 2010 sowie, nach einer Umgestaltung der Wahlkreise nun im 52. Distrikt, Ende 2012. Schon wenige Monate später stellte sie sich wieder einer Wahl. Durch den Einzug von Gloria Negrete McLeod in das US-Repräsentantenhaus war deren Sitz im Senat von Kalifornien vakant geworden. Gegen den republikanischen Herausforderer Paul Leon, Bürgermeister von Ontario (Kalifornien), setzte sich Norma Torres mit 59,6 % durch. Wenige Tage nach diesem Wahlsieg trat sie als Abgeordnete zurück und wurde als Senatorin vereidigt.
In der State Assembly war Norma Torres im Ausschuss für Wohnungswesen und Gemeindeentwicklung. Ihre Amtszeit war geprägt von den Auswirkungen der US-Immobilienkrise auf kalifornische Familien. Ihre Bemühungen sicherten zwei Milliarden Dollar an Bundesgeldern für das Programm Keep Your Home California. Neben anderen Gesetzen, welche in finanzielle Not geratene Hauseigentümer unterstützen sollten, war sie auch an der Verabschiedung der Homeowner’s Bill of Rights beteiligt. Dieses Gesetz soll Hypothekenschuldner vor Zwangsvollstreckungen schützen.
Norma Torres wurde 2008 ins Electoral College entsandt, welches Barack Obama zum US-Präsidenten wählte.

### US-Repräsentantenhaus
Im Jahr 2014 kandidierte Torres im 35. Kongresswahlbezirk für das Repräsentantenhaus der Vereinigten Staaten. Amtsinhaberin Gloria Negrete McLeod hatte schon Anfang des Jahres bekannt gegeben nicht erneut zu kandidieren. In der Wahl am 4. November bekam Torres über 63 % der Stimmen und setzte sich damit deutlich gegen ihre einzige Herausforderin, der ebenso wie Torres den Demokraten angehörenden Christina Gagnier, durch. Torres wurde am 3. Januar 2015 vereidigt, sie wurde Mitglied im Committee on Homeland Security (Heimatschutzkomitee). Sie konnte die Wahlen in den Jahren 2016 bis 2024 ebenfalls gewinnen. Ihre aktuelle Legislaturperiode im Repräsentantenhaus des 119. Kongresses läuft noch bis zum 3. Januar 2027.[veraltet]

#### Ausschüsse
Sie ist aktuell Mitglied in folgenden Ausschüssen des Repräsentantenhauses:
- Committee on Appropriations
  - Financial Services and General Government
  - State, Foreign Operations, and Related Programs
  - Transportation, and Housing and Urban Development, and Related Agencies
- Committee on House Administration
  - Elections
  - Oversight

Außerdem gehört sie über 20 Caucuses an.